# Marum väderkvarn

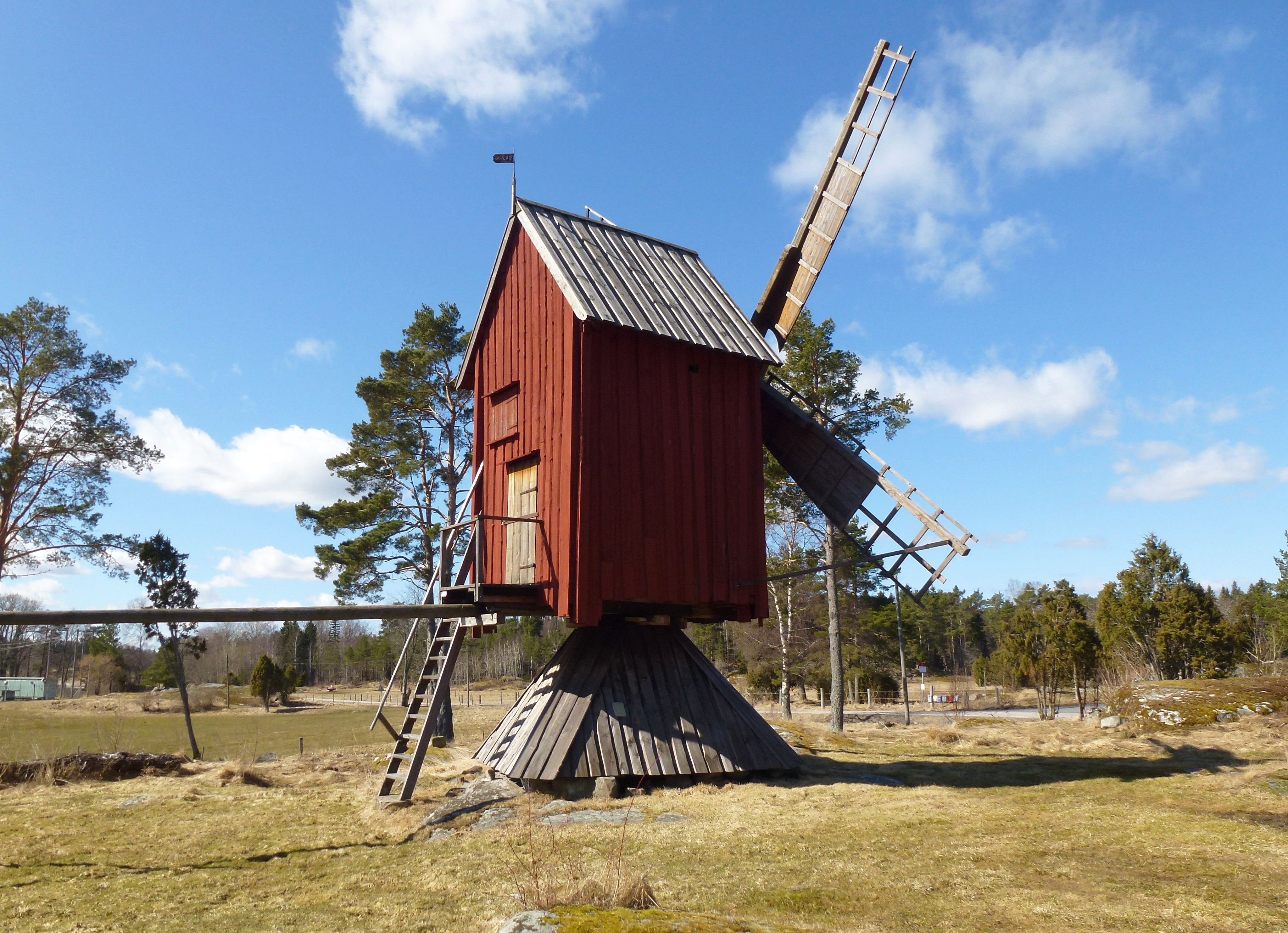
Marum väderkvarn i april 2013.

Marum väderkvarn är en väderkvarn på Väddö i Björkö-Arholma socken, Norrtälje kommun. Kvarnen renoverades åren 1999 till 2009. Den räknas till den äldsta kvarvarande av sitt slag i Roslagen, den härstammar från 1700-talets mitt och är en av fyra kvarnar som finns bevarade i området. I slutet av 1800-talet fanns minst 14 väderkvarnar på Björkö-Arholma varav de flesta var stolpkvarnar.

## Historik

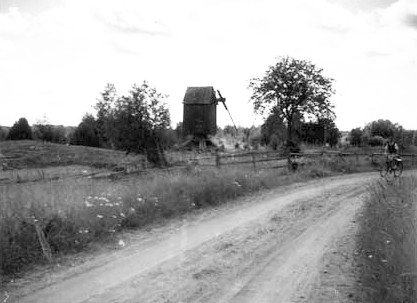
Marum väderkvarn 1942.

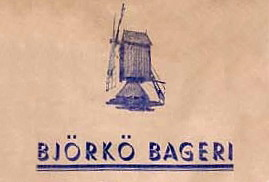
Björkö bageriets påse.

Väderkvarnen i Marum är en så kallad stolpkvarn, vilket betyder att hela kvarnhuset kan vridas runt en fot eller stolpe med hjälp av en lång bom som kallas kvarnhäst eller stjärt. Kvarnen är av mindre typ med ett stenpar. Byggnaden ligger intill landsvägen på en åkerholme med spridda barr- och lövträd på kvarnbacken. 
Det är dock inte kvarnens ursprungsplats. Kvarnhusets stockar är märkta med romerska siffror som tyder på att kvarnen plockats ner och flyttats en eller flera gånger. Enligt ett inristat årtal ”1753” kan det vara året då kvarnen byggdes. Kvarnen hörde till den närbelägna Västergården i Västra Edsvik och när gårdens ägare gick i konkurs omkring 1885 och kvarnen flyttades omkring 1890 till Marum. 
På sin nuvarande plats har kvarnen varit i drift in på 1920-talet. Mitt emot kvarnen låg Björkö bageri som drevs fram till 1957. Kvarnen fanns avbildad på bageriets påsar. Väderkvarnen i Marum består av ett kvarnhus med knuttimrad stomme med måtten 3.50 x 3.20 meter. Taket är ett enkelt sadeltak, klädd med omlottlagda bräder, även kvarnfoten är täckt med bräder. Innan renoveringen var det svårt vattenskadat och utan vingar. Marums kvarn beviljades statligt bidrag första gången 1999 då renoveringen påbörjades.

## Renoveringen
Projektet att renovera kvarnen utfördes under antikvarisk medverkan av Stockholms läns museum och började med en uppmätning 1997. Byggherre var Björkö-Arholma Sjömannaförening. Det första som gjordes var att uppmäta kvarnen och förse den med ett nytt tak och ny ytterpanel samt att kvarnfoten förankrades i berggrunden. Under den påföljande restaureringen tillverkades bland annat en ny kvarnaxel (gångås), ett nytt entréparti med trappa, balkong och räcken samt ny dörr. Kronhjulet fick nya balkar och kuggar. Slutligen har kvarnhuset rödfärgats och kvarnfoten tjärats. En antikvarisk slutbesiktning utfördes den 19 september 2009, samtidigt återinvigdes kvarnen.

## Bilder, detaljer

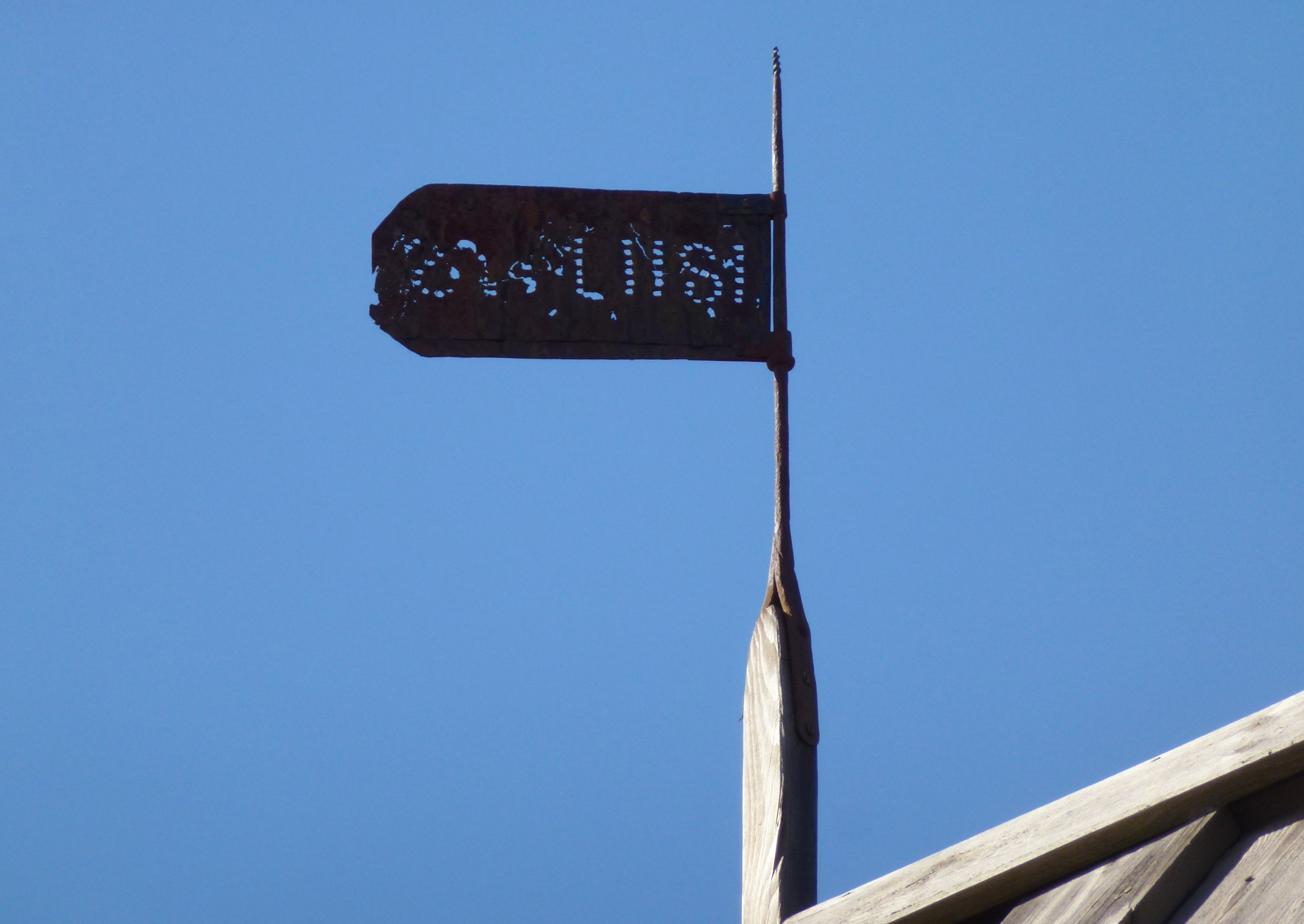
Takfjöjeln
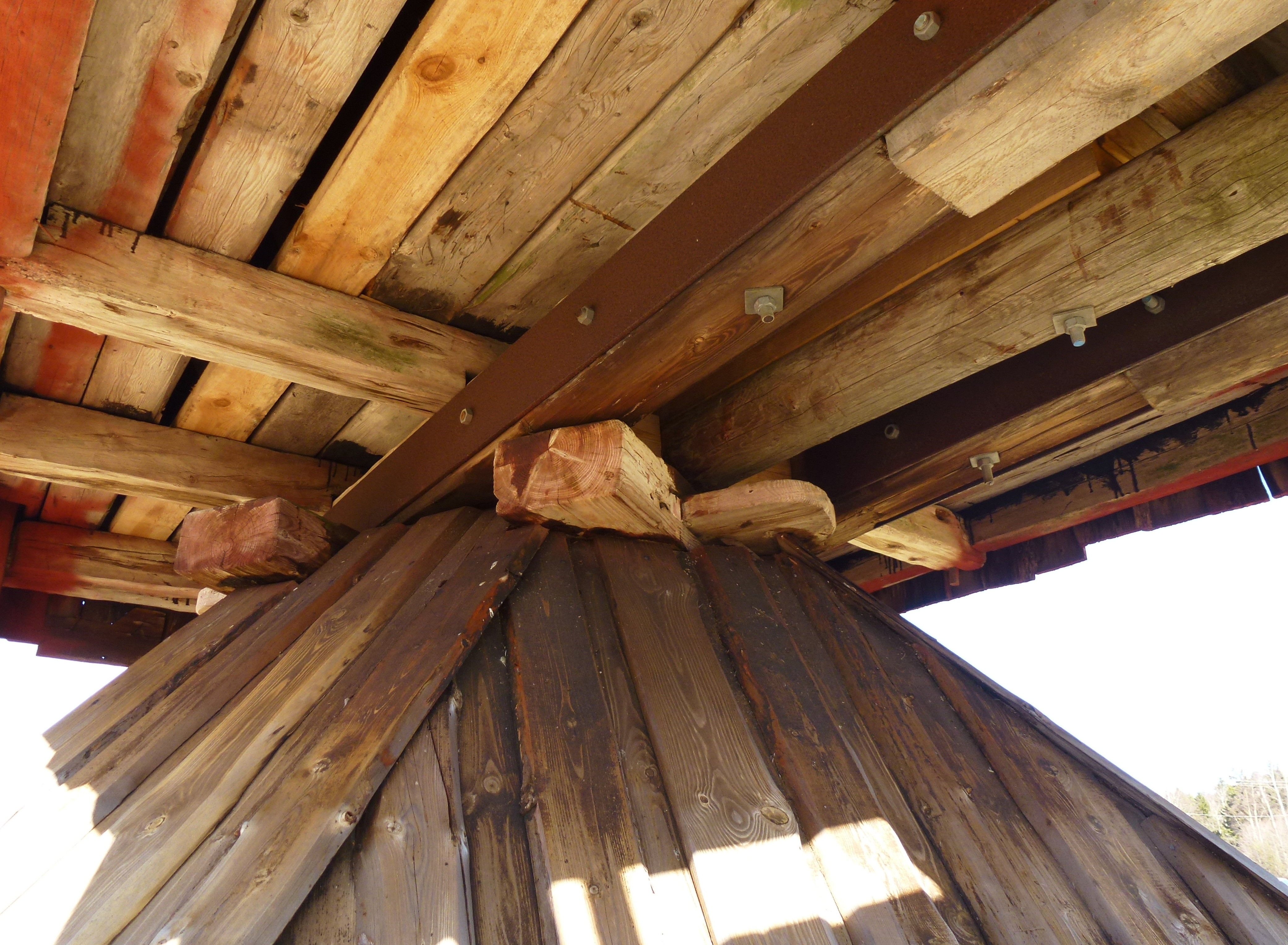
Kvarnfoten
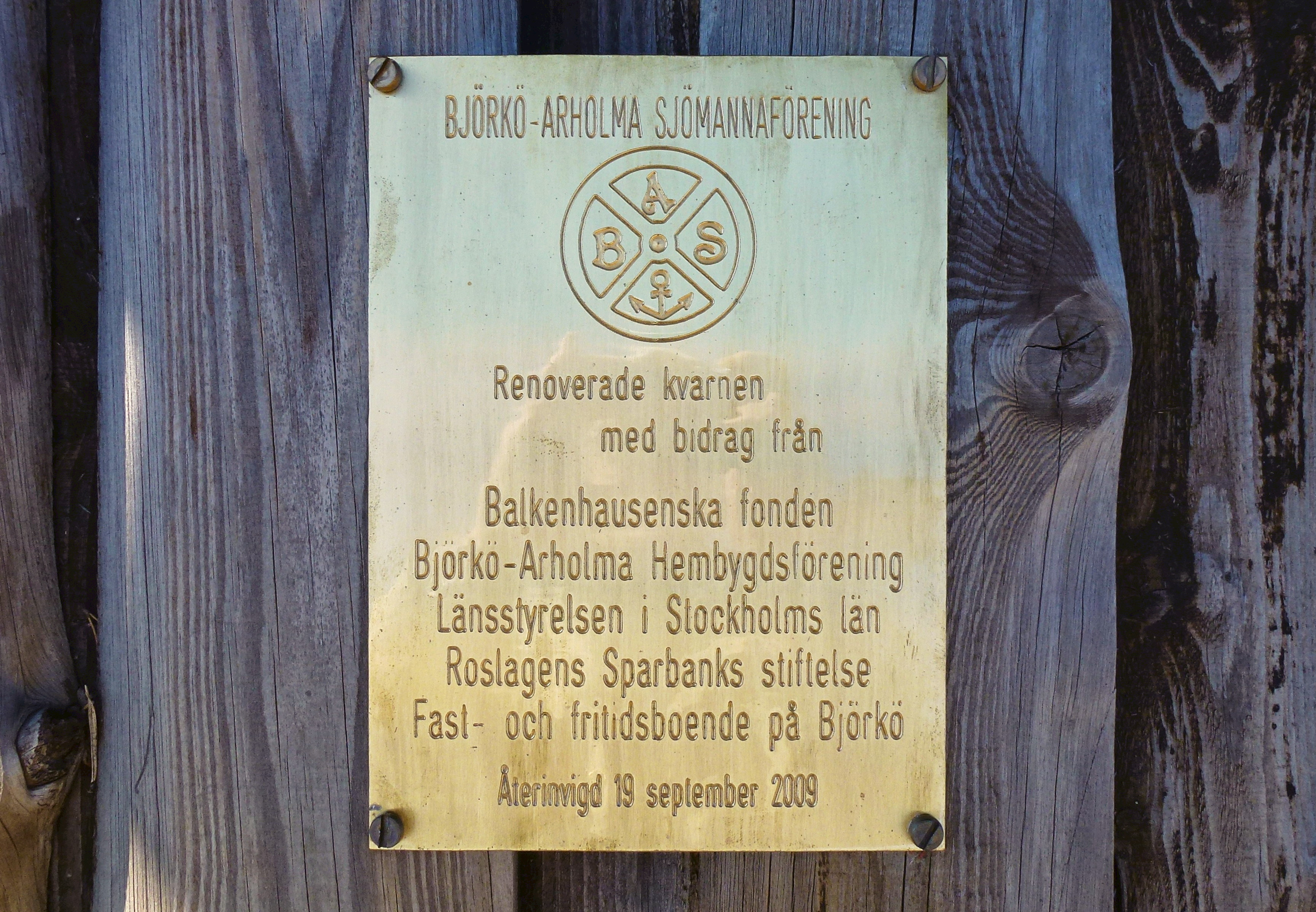
Minnesskylt
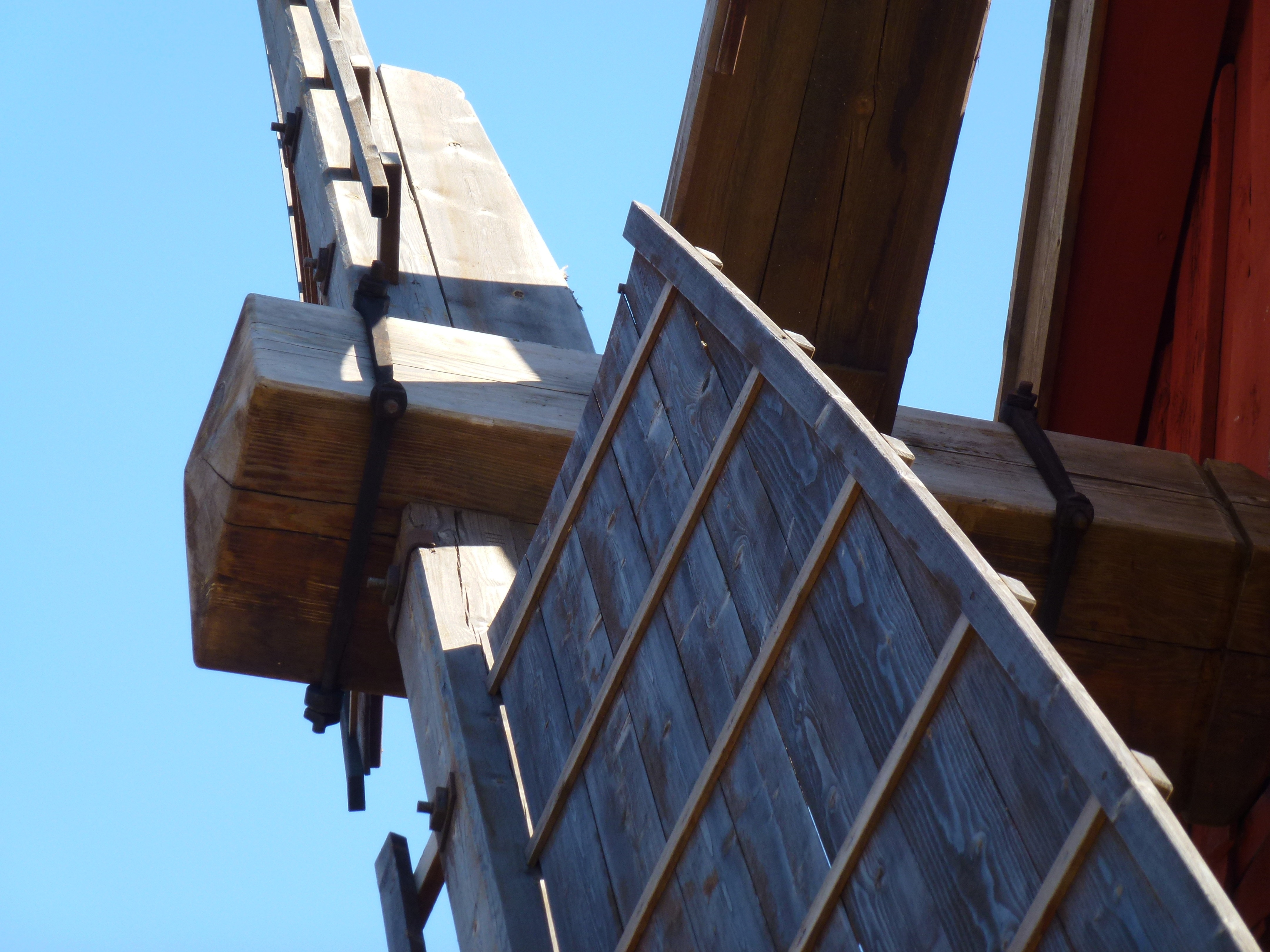
Gångåsen och vingstockarna